# Saatgut

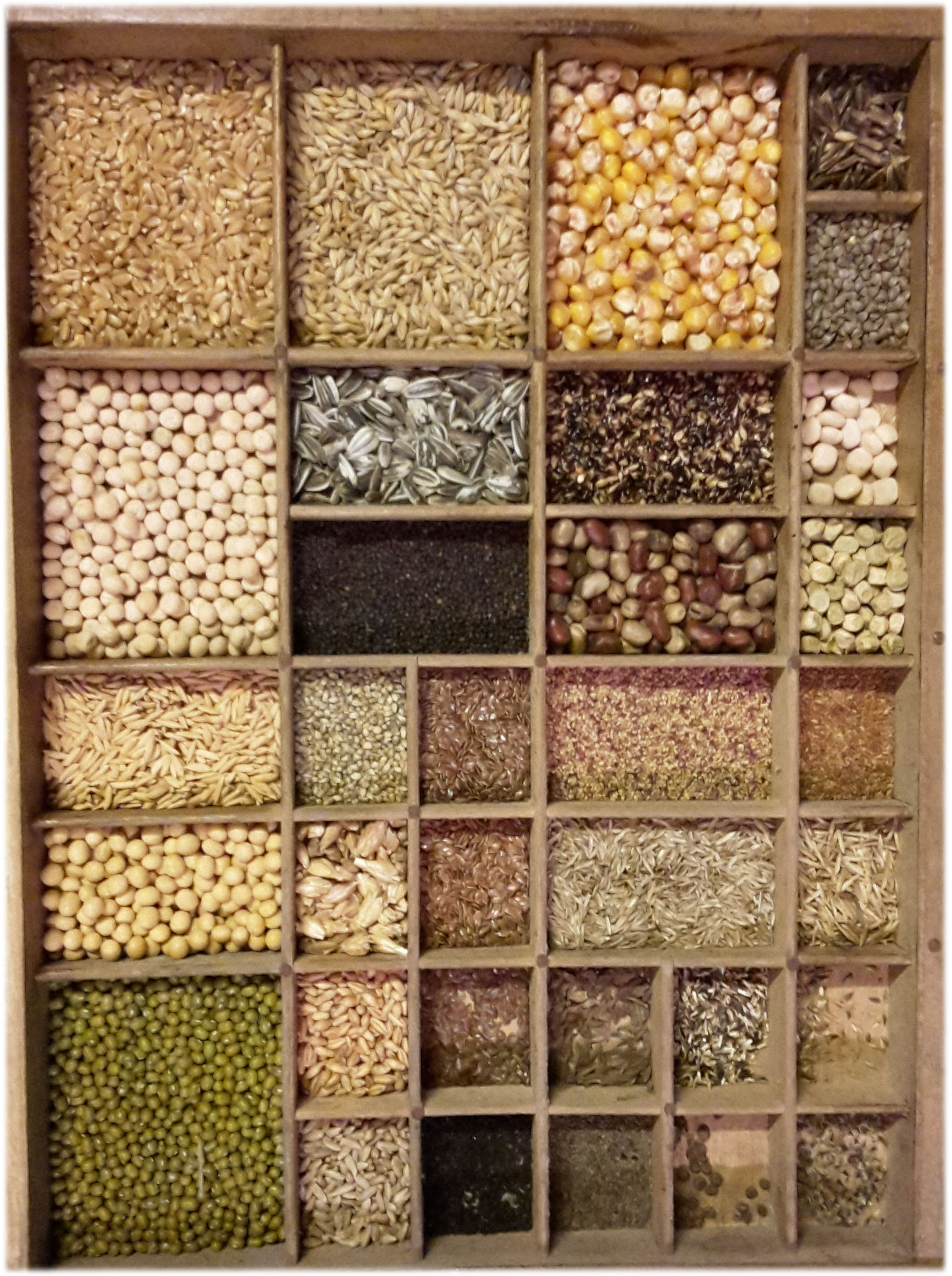
Verschiedenes Saatgut

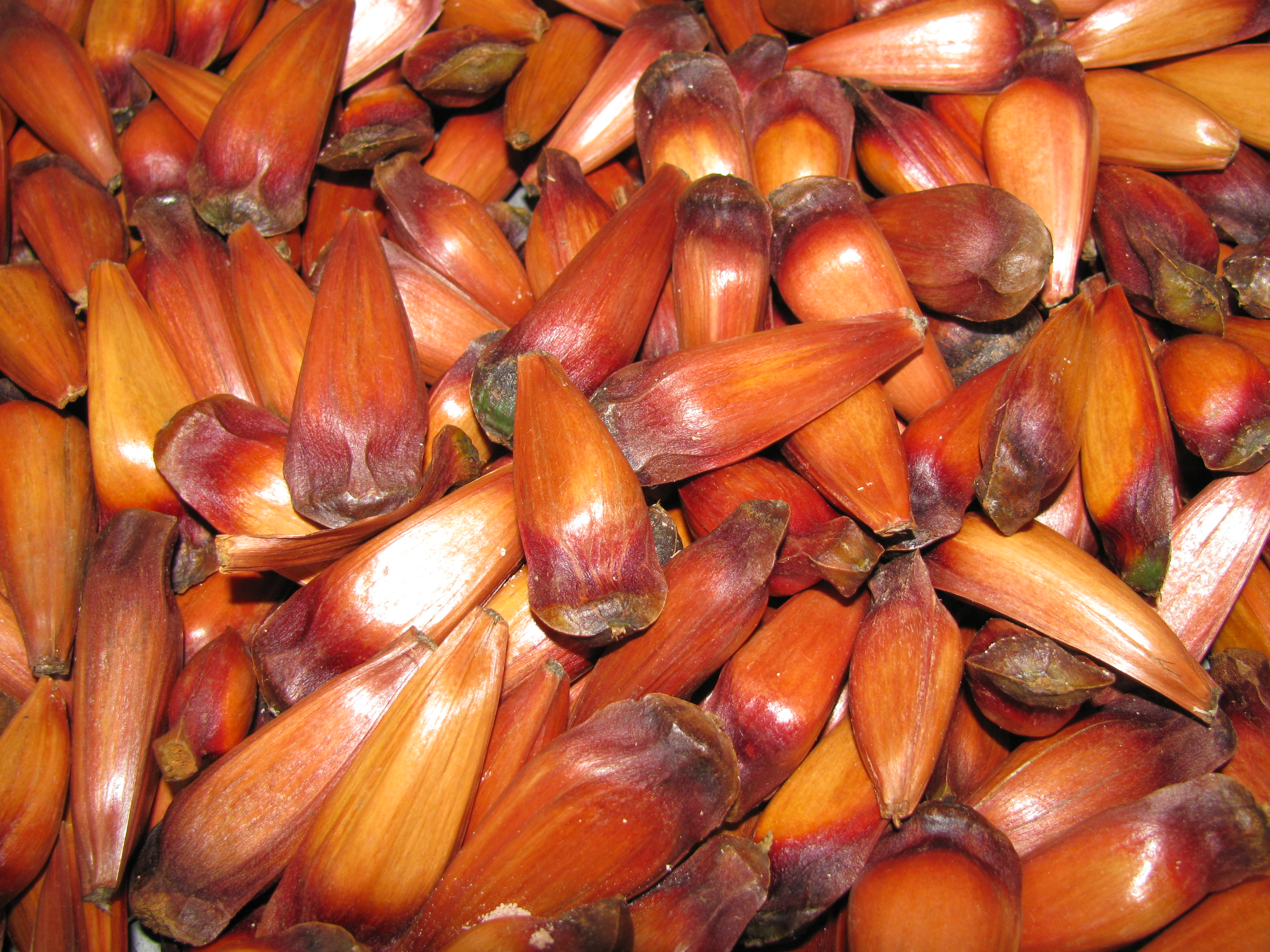
Saatgut der Brasilkiefer (Araucaria angustifolia)

Als Saatgut (auch Saatkorn oder Saatfrucht) bezeichnet man trockene, ruhende, generative Fortpflanzungsorgane wie Samen, Früchte, Scheinfrüchte, Fruchtstände oder Teile davon. Sie enthalten die vollständige, durch Befruchtung entstandene Keimanlage der Pflanzen. Nach der Ernte befinden sich die Samen in einer Keimruhe, die sich zum Teil erst nach mehreren Wochen enzymatisch abbaut – dadurch sorgt die Natur für die saisongerechte Keimfähigkeit. Bei trockener und kühler Lagerung behält Saatgut über viele Jahre die Keim- und Triebkraft.
Dagegen bezeichnet man vegetative Vermehrungsorgane wie Rhizome, Knollen, Zwiebeln, Stecklinge als Pflanzgut. Diese Pflanzenteile sind regenerationsfähig, aber in der Regel nur über wenige Vegetationsperioden haltbar.

## Eigenschaften
Die Größe und das Gewicht von Saatgut der verschiedenen Pflanzenarten ist sehr unterschiedlich. Beispielsweise beträgt das Tausendkorngewicht (TKG) von Rotklee 1,75–2,25 Gramm, Getreide 28–55 Gramm, Mais 200–450 Gramm und Ackerbohnen 300–700 Gramm. Zur Vereinheitlichung von Größe und Gewicht (und dadurch besserer Handhabung beispielsweise in Sämaschinen) kann das Saatgut auf gleiche Korngrößen dragiert (siehe dazu auch Tablette#Überzogene Tabletten (Dragees und Filmtabletten)) und somit kalibriert oder mit einer Kunststoffumhüllung pilliert werden.
Beim Saatgut spielen Gesundheit, Sortenreinheit, Keimfähigkeit und Triebkraft eine herausragende Rolle. Durch die übliche Beizung des landwirtschaftlichen Saatguts wird dieses und die Jungpflanze bei und nach der Keimung im Feld vor Pilzen und Schädlingen geschützt.
Durch Verfahren der Neuzüchtung wird die Leistungsfähigkeit von Saatgut verbessert, b.z.w. durch eine Erhaltungszüchtung die Leistungsfähigkeit von Sortensaatgut über viele Generationen erhalten. 
Im Ergebnis erfolgreicher Züchtung entstandene Sorten werden nach Prüfung und staatlicher Zulassung in Sortenlisten des Bundessortenamts eingetragen. Der Verkauf von Saatgut dieser Sorten, das „Inverkehrbringen“, ist seit Anfang des 20. Jahrhunderts in Deutschland durch das Saatgutverkehrsgesetz geregelt.

## Verwendung
Bei der Saat von Nutzpflanzen unterscheidet man Rein- und Mischsaat (Saatgutmischung). Der Anbau der Ackerfrüchte wie Getreide, Reis und Mais erfolgt in der Regel als Reinsaat – also nur Saatgut der gleichen Art und Sorte wird ausgebracht. Wiesen und Futterflächen werden in der Regel mittels Mischsaat (Gemengesaat) angelegt – d. h. Saatgut verschiedener Gräser- und Kleearten wird in einem standortgerechten Verhältnis gemischt ausgebracht.
Nach der saisongerechten Aussaat im Feld kommt es in der Regel zu Keimung und Feldaufgang. Einige Nutzpflanzenarten wie z. B. Wintergetreide benötigen zum Schossen eine Vernalisation – die artengerechte Aussaat muss deshalb vor der winterlichen Frostperiode erfolgen.
Als Faustregel für die Erdbedeckung im Saatbett gilt, dass die Sätiefe bei Dunkelkeimern den dreifachen längsten Durchmesser der Samen betragen soll. Allerdings gibt es auch Lichtkeimer, die flacher gesät werden müssen, um zu einer optimalen Keimung zu kommen.

## Unternehmen
Saatgut wird heute überwiegend in großen, in internationalen Konzernen verbundenen Spezialbetrieben, aber auch von mittelständischen landwirtschaftlichen und gärtnerischen Betrieben produziert und  gehandelt. Dabei ist die Produktion meist im internationalen Maßstab organisiert, um auch die klimatisch und wirtschaftlich günstigsten Gebiete weltweit nutzen zu können. 
Die 10 größten Saatgutunternehmen weltweit waren im Jahr 2014:
| Firma                     | Umsatz (Millionen €) | % des globalen Marktes |
| ------------------------- | -------------------- | ---------------------- |
| Monsanto                  | 8420                 | 23,7                   |
| DuPont/Pioneer Hi-Bred    | 5989                 | 16,8                   |
| Syngenta                  | 2474                 | 7                      |
| Groupe Limagrain/Vilmorin | 1419                 | 4                      |
| Dow                       | 1257                 | 3,5                    |
| KWS Saat                  | 1178                 | 3,3                    |
| Land O’Lakes              | 1041                 | 2,9                    |
| Bayer Crop Science        | 978                  | 2,8                    |
| DLF                       | 427                  | 1,2                    |
| Sakata                    | 301                  | 0,8                    |
| Summe                     | 23483                | 66                     |

Saatgut von vielen heute verwendeten Sorten, auch von genetisch modifizierten Sorten, ist in der Regel  nicht samen- oder sortenfest, weil sonst der Leistungsfortschritt moderner Zuchtmethoden nicht genutzt werden könnte. Da dieses Saatgut in jedem Fall sortenrechtlich und auch patentrechtlich geschützt ist, müssen die Anbauer jedes Jahr  samenfestes  oder auch F1-Hybridsaatgut nachkaufen und können keine eigene Vermehrung (Nachbau) durchführen. Über den Saatgutpreis bzw. die Lizenzgebühren für das Saatgut wird der hohe personelle und materielle Aufwand für die Forschung und Züchtung von neuen, verbesserten Sorten finanziert.

## Internationale Organisationen
Der Internationale Verband zum Schutz von Pflanzenzüchtungen (UPOV) ist eine zwischenstaatliche Organisation zum Schutz von Pflanzenzüchtungen. Mehr als 70 Staaten sind Mitglieder.
Die International Seed Testing Association (ISTA) entwickelt Saatguttestmethoden und vergibt Zertifikate, sie hat Mitglieder in 77 Ländern.

## Saatgutlagerung in Genbanken (Samenbanken)

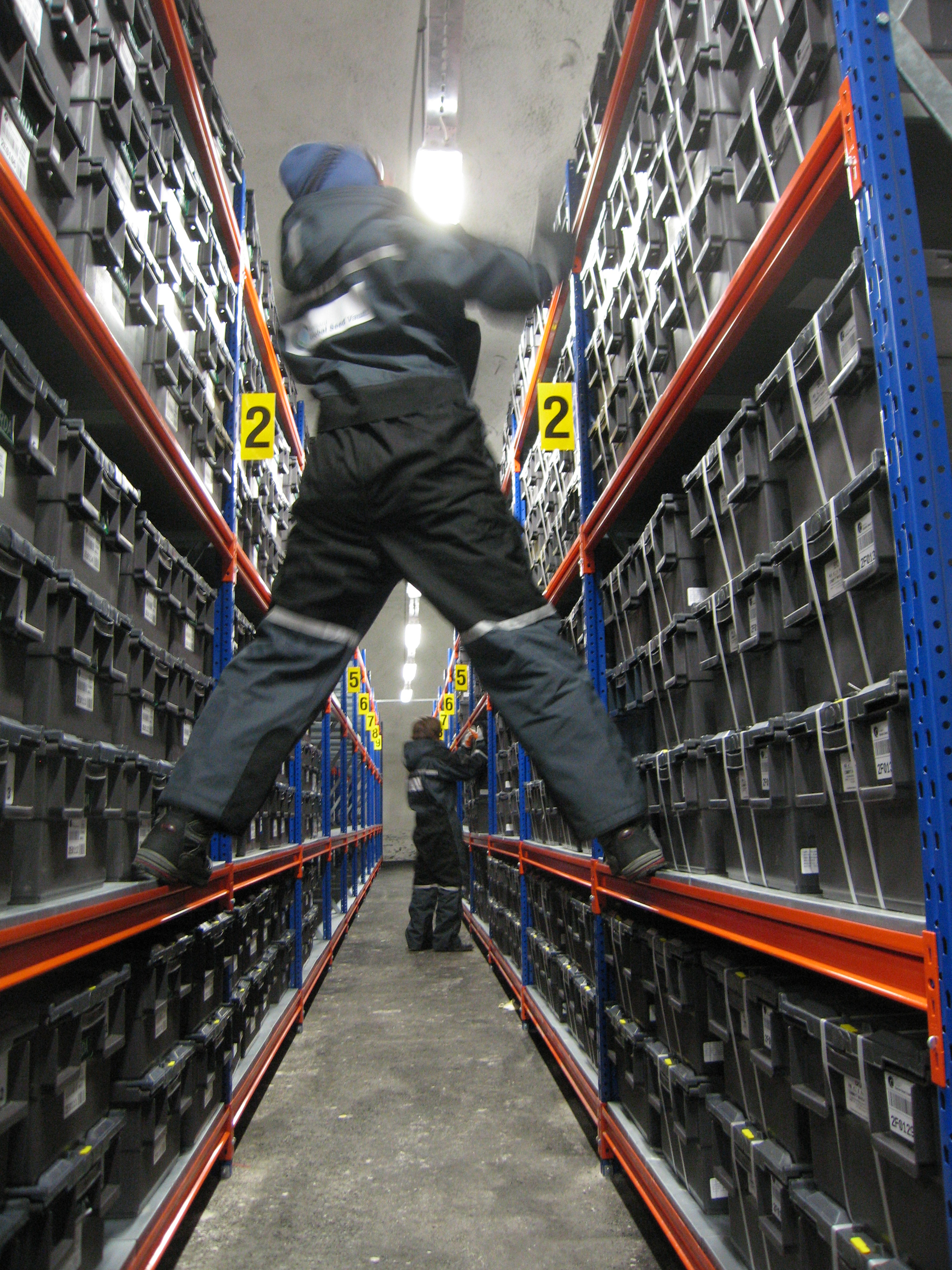
Saatgutlagerung in Genbanken. Hier im ewigen Eis von Spitzbergen – Svalbard Global Seed Vault

Zur Bewahrung der genetischen Vielfalt bei Pflanzen (Erhaltung der Artenvielfalt) werden seit Mitte des 20. Jahrhunderts Saatgutproben möglichst aller verfügbarer Zuchtsorten und auch alter Landsorten, sowie von Wildformen unserer Kulturpflanzen gesammelt, ausgetauscht und langfristig erhalten. Dies erfolgt überwiegend in Kühllagerhäusern, aber auch durch regelmäßig wiederholten Vermehrungsanbau auf kleinen Parzellen. Diese Aufgabe der Saatgutlagerung in Genbanken wird international koordiniert und findet arbeitsteilig in vielen Ländern statt. Die größte Genbank in Deutschland und Europa befindet sich seit 1948 im heutigen Leibnitz-Institut für Pflanzengenetik und Kulturpflanzenforschung in Gatersleben/Sachsen-Anhalt. Die international wohl weit bekannteste Genbank ist der Weltweite Saatgut-Tresor auf Svalbard und befindet sich auf Spitzbergen. Eine neuere Genbank in Wakehurst/UK hat sich auf die Aufbewahrung von Saatgutmustern bei Wildpflanzen spezialisiert.